# Santa Rita de Cássia
Santa Rita de Cássia è un comune del Brasile nello Stato di Bahia, parte della mesoregione dell'Extremo Oeste Baiano e della microregione di Cotegipe.